# 台鐵CT250型蒸汽機車
臺鐵CT250型蒸汽機車（臺灣日治時期與日本同稱C55型）為過熱式蒸汽機車，是臺灣總督府鐵道部、臺灣鐵路管理局所使用之幹線客運用車，也是臺灣首次和日本同步啟用最新型之蒸汽機車，共引進9輛。

## 概要
1935年日本開始生產C55型蒸汽機車，正值日本治臺四十周年，臺灣總督府舉辦「始政四十周年記念臺灣博覽會」，為運輸大量參觀旅客至全臺各會場，特地自日本引進5輛當時最新型的C55型蒸汽機車及鋼製客車，其中蒸汽機車編為C551－C554（三菱重工製）與C555（川崎車輛製，製造序號1575:325），然而只有C555於8月完工，9月抵臺完成試車而趕上博覽會開幕，C551－C554則於10月與11月抵臺:37。1937年原本再度引進由三菱重工製造的C556－C559，但是受中國抗日戰爭影響，遲至1938年引進。此型車的引進也讓臺灣總督府鐵道部檢討蒸汽機車編號的方式，並於1937年起改組成與日本相同的編號方式。
1949年中華民國政府遷臺後，這九部C55型改編成CT250型蒸汽機車，編為CT251－CT259，接收時雖然有一輛因空襲受損，但仍將其完成修復。由於性能良好可靠度高，臺鐵將CT250型與CT270型共同運用，直到1979年縱貫線鐵路電氣化完工後逐漸停用，1982年10月4日才正式公告報廢，使用時間至少達44年。

## 諸元

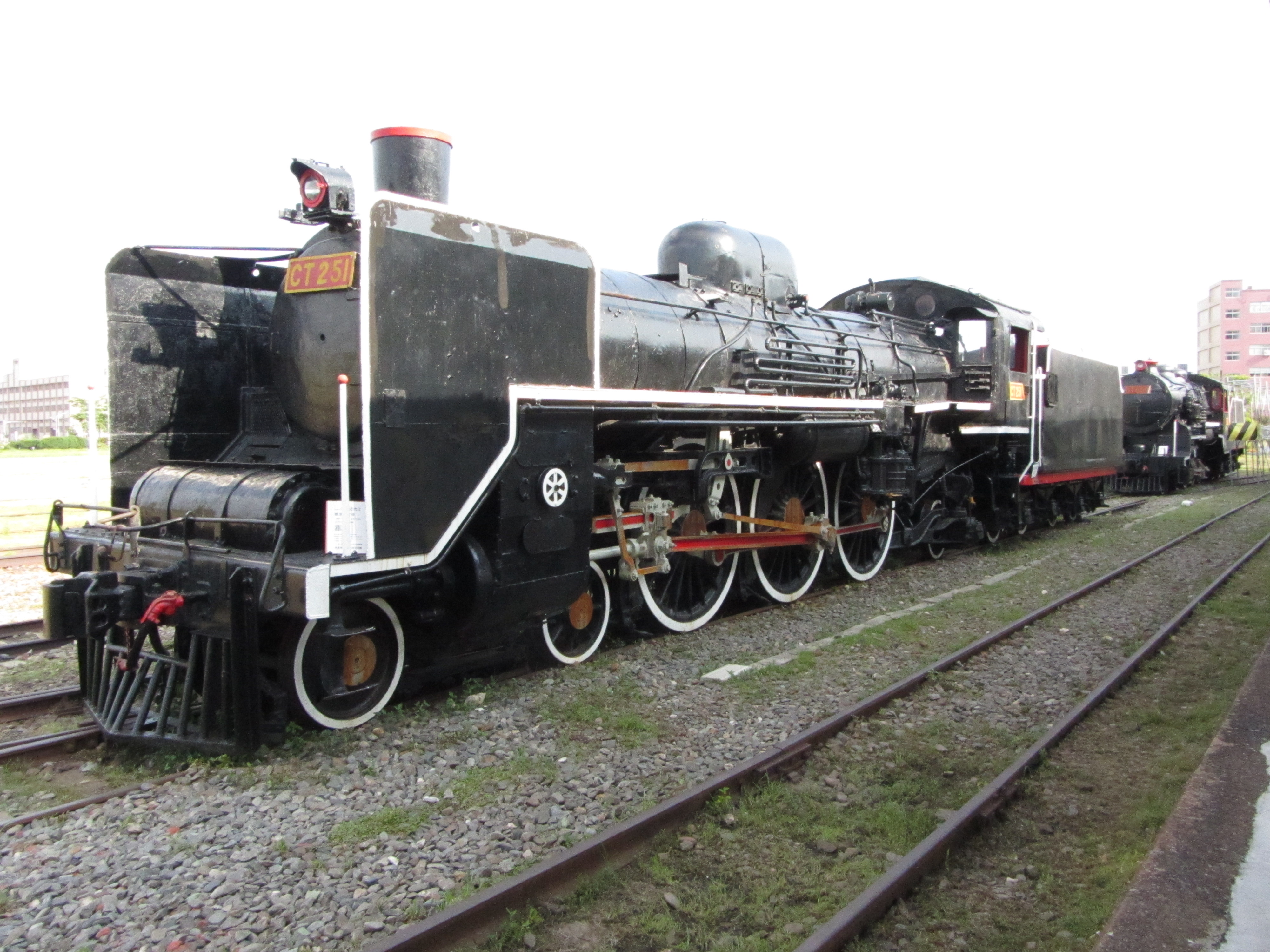
尚未更正車號的CT259

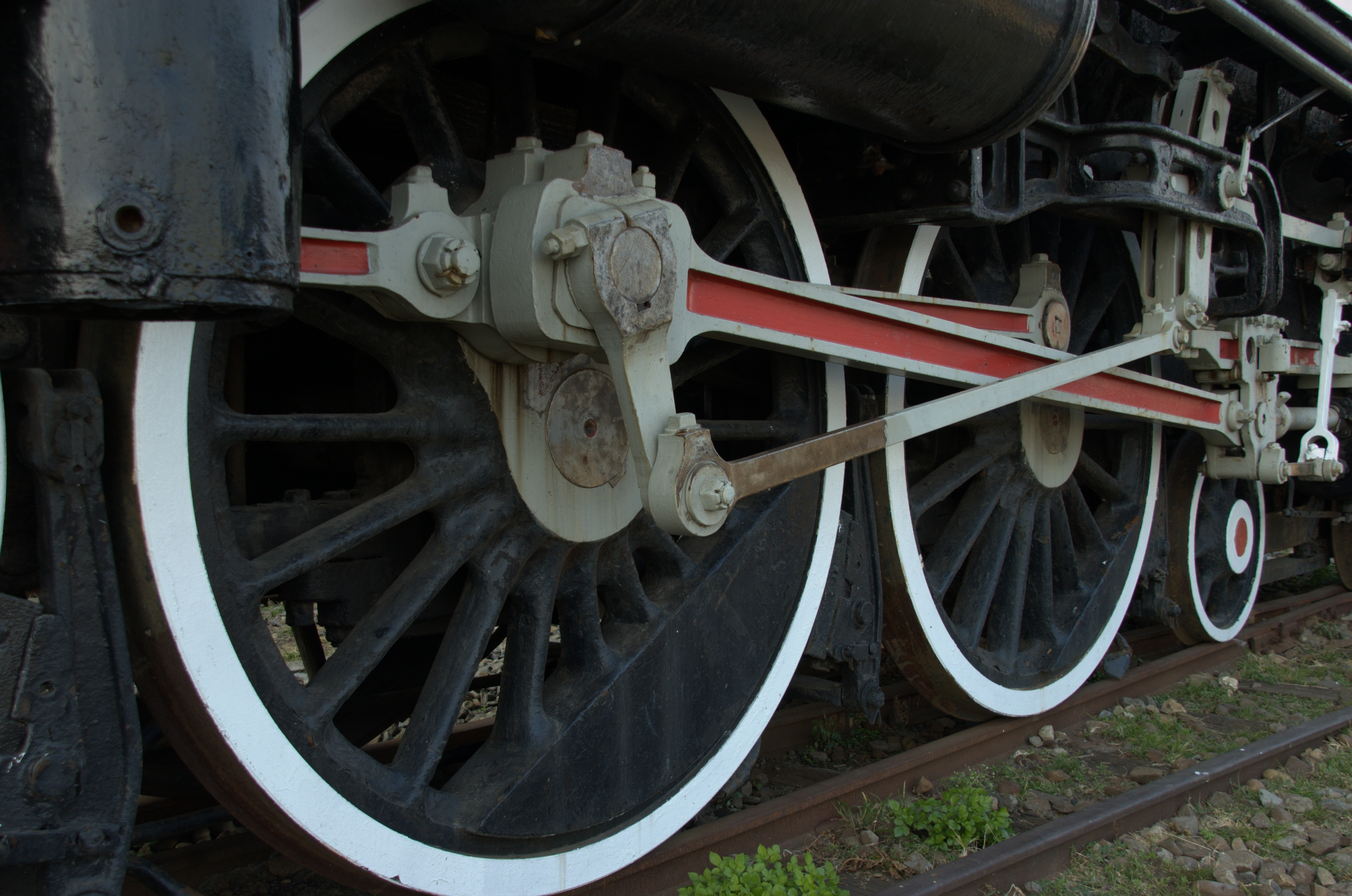
動輪沿襲C51型的1,750mm大直徑車輪與輪輻式設計，但是在中心輪轂旁增加「蹼」狀造型設計，用以改善強度及避免龜裂

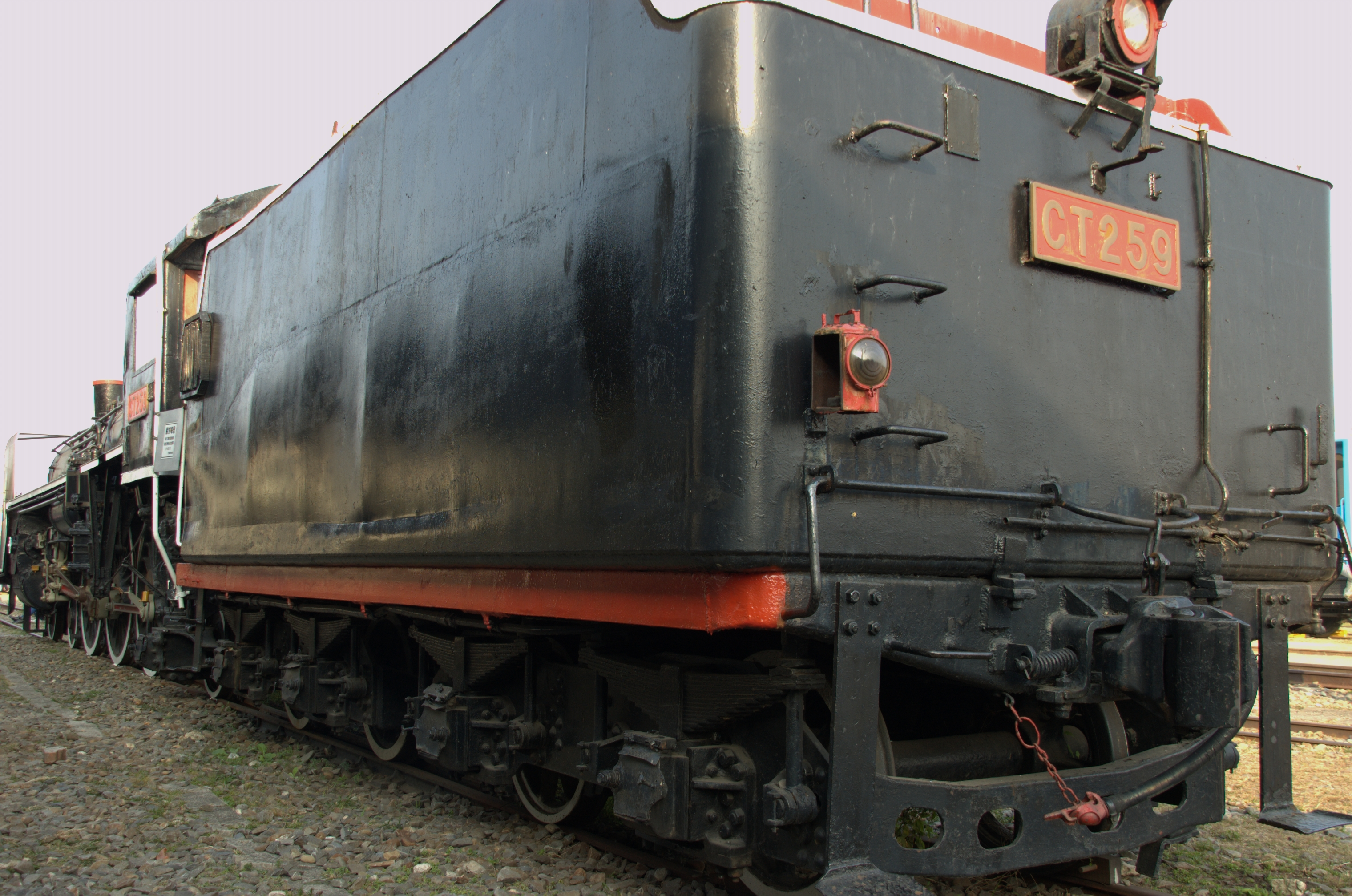
車輛考證專家童振疆及洪致文協助確認，指出「CT259的煤水車轉向架曾在營運末期更換與CT270相同的鈑框鈑簧形式」

### 基本資料[3]:104
- 日治時期形式：C55型
- 在日同型車：C55型
- 號碼
  - 原車號：C55 1－C55 9
  - 1949年起：CT251－CT259
- 製造國（廠商）：日本（三菱重工、川崎車輛）
- 製造年：1935年、1938年

### 規格[3]:239
（1949年接收時之資料）
- 車輪配置：2'C1'h2（4-6-2）
- 飽合過熱別：過熱式
- 閥裝置\汽門：華式汽門（英语：Walschaerts valve gear）
- 車長：20,350 mm
- 車高：3,945 mm
- 車輪直徑
  - 動輪：1,750 mm
  - 臺車：860 mm
  - 煤水車：860 mm
- 軸距（全17,825 mm）
  - 引擎：10,000 mm
  - 動輪：3,800 mm
  - 煤水車：5,240 mm
  - 固定：3,800 mm
- 連結面間長：20,350 mm
- 汽缸
  - 數目：2個
  - 直徑：510 mm
  - 行程：660 mm
  - 牽引力：11,670 kgw
- 鍋爐使用壓力（實用汽壓）：14 kgw/cm²
- 傳熱面積（總計167.8 m²）
  - 火箱：11.4 m²
  - 煙管：115.0 m²
  - 過熱：41.4 m²
- 爐篦面積：2.53 m²
- 煙管直徑×數目
  - 大煙管：140 mm×18支
  - 小煙管：57 mm×84支
  - 管板內面距：5,500 mm
- 空氣軔機
  - 空氣壓縮機：215複式
  - 主儲氣筒容積、數目：430×2個
  - 軔缸直徑、數目 
    - 引擎：254×2個
    - 煤水車 254×1個

  - 軔機倍率 
    - 引擎：6.87
    - 煤水車：5.33
- 容量
  - 鍋爐水：5.8 m³
  - 煤櫃：12.0 ton
  - 水櫃：17.0 m³

## 身世之謎
根據報紙以及鐵道研究者所拍攝的照片，當時送往臺南陳列的機車已經掛上CT259之銘版，留置高雄港站的則掛上CT251之銘版:355，而對非鐵道研究者的一般人來說，因為不清楚車輛的細微差異，所以當時並沒有產生太多質疑的聲音，直到利用車輛修復的機會，才完整確認兩部機車的身分竟然被對調了，不過事實上，蒸汽機車在工廠生產時都會在動輪的輪心及連桿等零件刻上出廠的車號、年代等資訊，甚至在改為CT250型後，更換過的連桿也刻有編號更新後的車號，但在輪心及連桿都有上漆的狀況下，便不易見到這些資訊，再加上臺鐵當初卸下號碼牌保存時並未在車身上留下車號，也未詳細考究，才造成車號錯置的情況。除了銘刻外，CT251與259最顯著的差異即是空氣壓縮機的安裝位置，當年C55引進時，C551－C554的空氣壓縮機位置高於走道，C555－C559的空氣壓縮機頂端則與走道平行，而這項特徵從出廠到現在都沒有太大的改變，才使鐵道研究者對車號的正確性產生質疑。

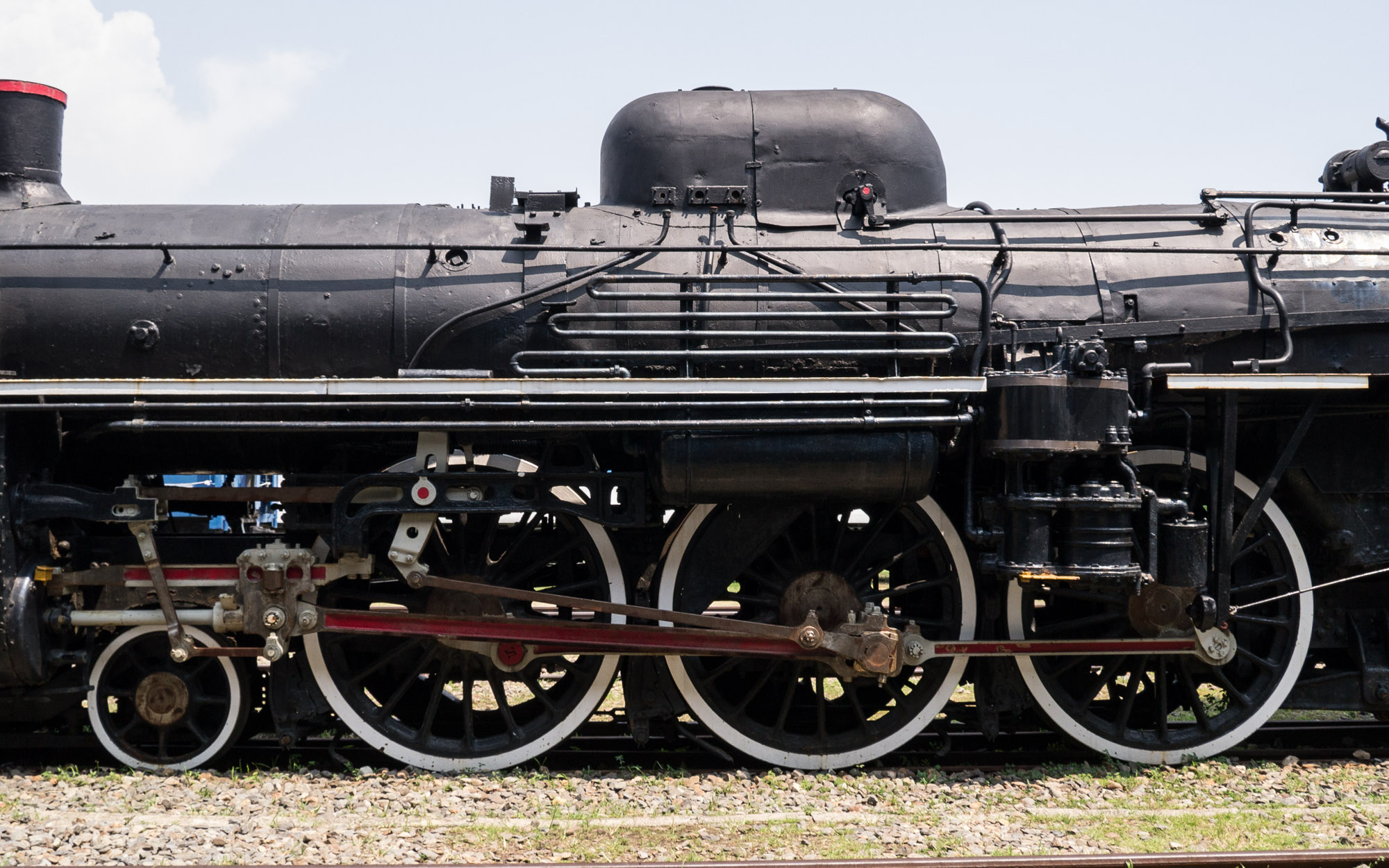
CT259最右邊動輪左上之設備即空氣壓縮機
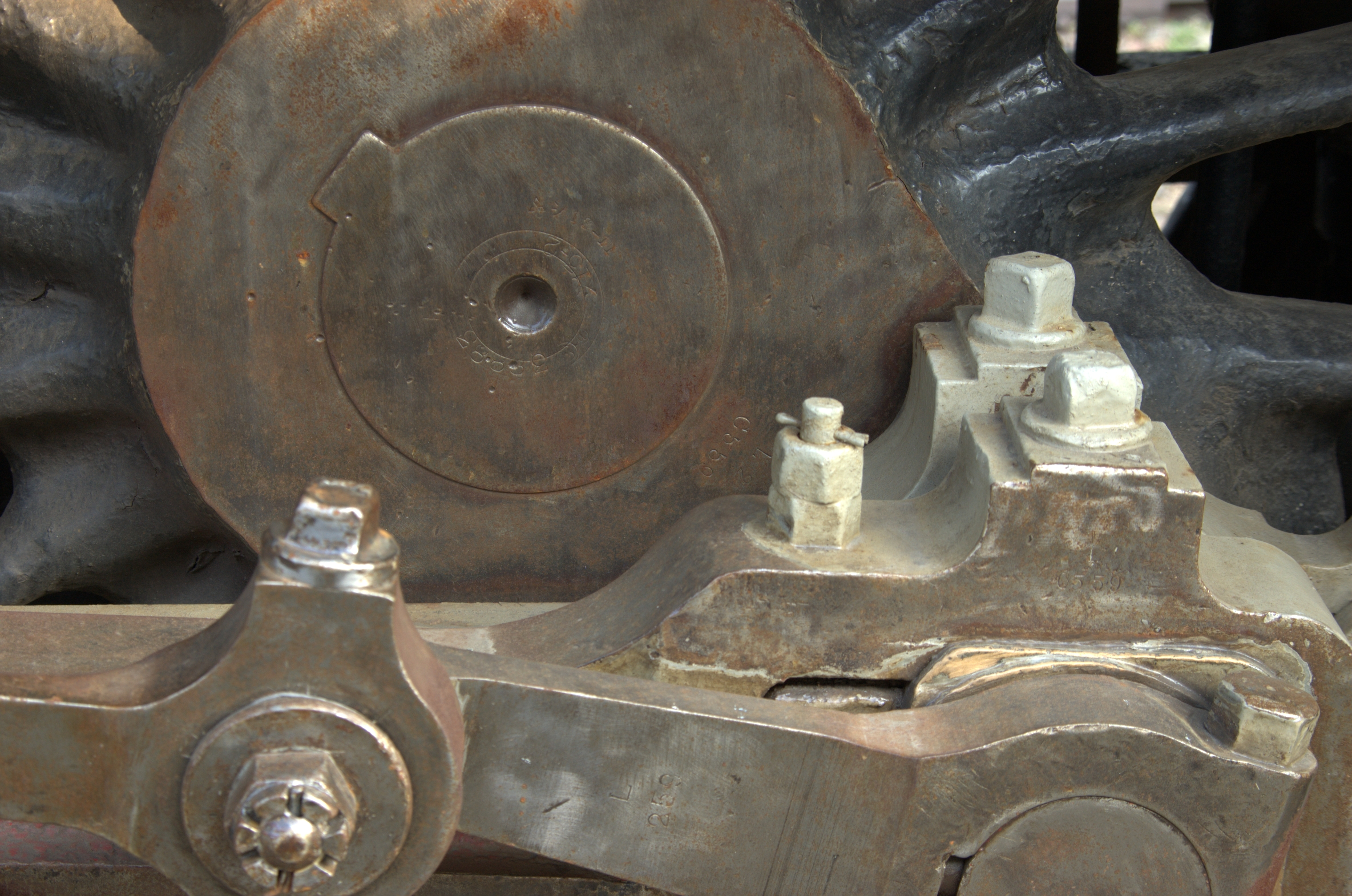
CT259輪心及連桿可見C559與259之銘刻

## 現存車輛
- CT251：報廢後，當時的臺南市長蘇南成便爭取陳列蒸汽機車，而相關單位亦准許將CT251與DT652贈與臺南市政府，1983年2月11日，臺鐵將蒸汽機車回送臺南市大同路與生產路附近的亞洲航空支線，再由民間業者將車輛吊掛至拖板車，從大同路轉國民路後抵達陳列地點[8]。2015年6月29日，臺南市文化資產管理處將CT251與DT652列為一般古物，同時考量二部蒸汽機車長年置於半戶外空間又無適當維護，而自2017年起辦理「原臺灣總督府C551、D512蒸汽機關車保存空間提升計畫工程」、「原臺灣總督府C551、D512蒸汽機關車修復調查研究計畫」，除了整修破損的遮雨棚、增設月臺意象的場景及解說看板之外[9]，亦對車輛進行詳細的考究與修復，並證實此車為CT251而非CT259，最後在重鑄CT251銘版並掛上後，便修正了長達近37年的錯誤，並於2020年4月22日舉行「蒸汽機關車修復完工記者會」[10][11]。

- CT259：報廢後曾留置高雄港站數年[5]:355，後來移往左營蓮池潭陳列，並於1998年3月29日蓮潭車站完工後開放參觀[3]:166。2010年10月，高雄港車站轉型為打狗鐵道故事館（現更名為舊打狗驛故事館），考量CT259、DT609與蓮池潭關係不大，同時又能增加館藏，所以在2011年1月23日晚間將兩部蒸汽機車運回打狗鐵道故事館[12]，並於隔日完成吊掛作業[13][14]。經過鐵道研究者詳細的考查驗證，確認本車真實身分為CT259後，便於2011年10月22日慶祝打狗鐵道故事館成立一週年館慶時，舉辦CT259與DT609銘版掛牌活動，完成CT259的正名[15]。另外，CT259較CT251不同的地方是煤水車，尤其是煤水車的轉向架構造顯然與原本的不同[16][17]:53，車輪也有來自其他蒸汽機車的車號銘刻，連帶影響CT259的煤水車可能非原本所使用，而是經過新造或拼裝來的[6]。

## 外部連結
- 臺南市文化資產管理處 原臺灣總督府C551、D512蒸汽機關車修復揭密
- 重現1982 原臺灣總督府C551、D512蒸汽機關車修復紀實影片
- 舊打狗驛故事館 CT259蒸汽機車 （页面存档备份，存于）